# Ірабу
Острів Іра́бу (яп. 伊良部島, Ірабу-Дзіма) — невеликий острів в групі Міяко островів Сакісіма архіпелагу Рюкю, Японія. Адміністративно належить до округу Міяко повіту Міяко префектури Окінава.
Площа острова становить 29,08 км².
Населення становить 6 298 осіб (2008). Найбільшими поселеннями є містечка Сарахама, Ірабу, Савада.
Багатьма мостами з'єднаний із сусіднім островом Сімодзі, де збудовано аеропорт.
Острів рівнинний, найвища точка — 89 м, на крайньому сході. Річок практично немає.

## Галерея

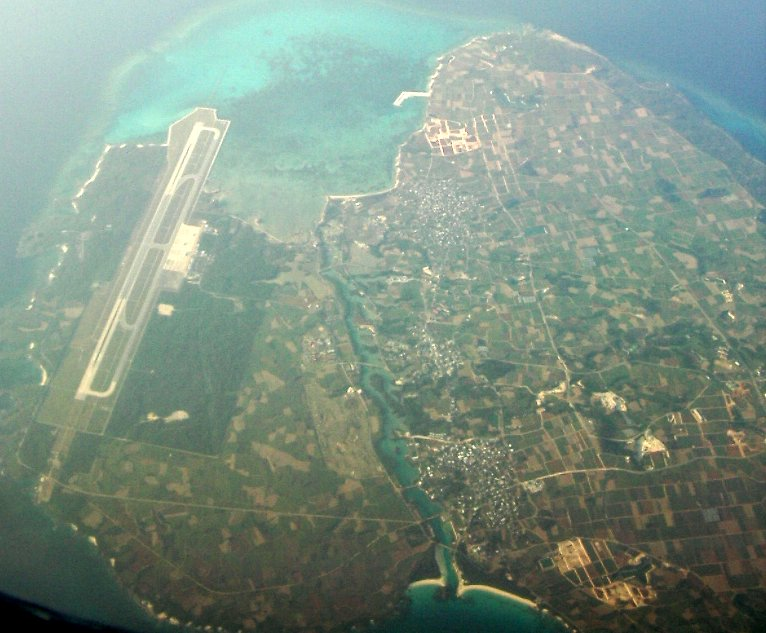
Супутниковий знімок острова
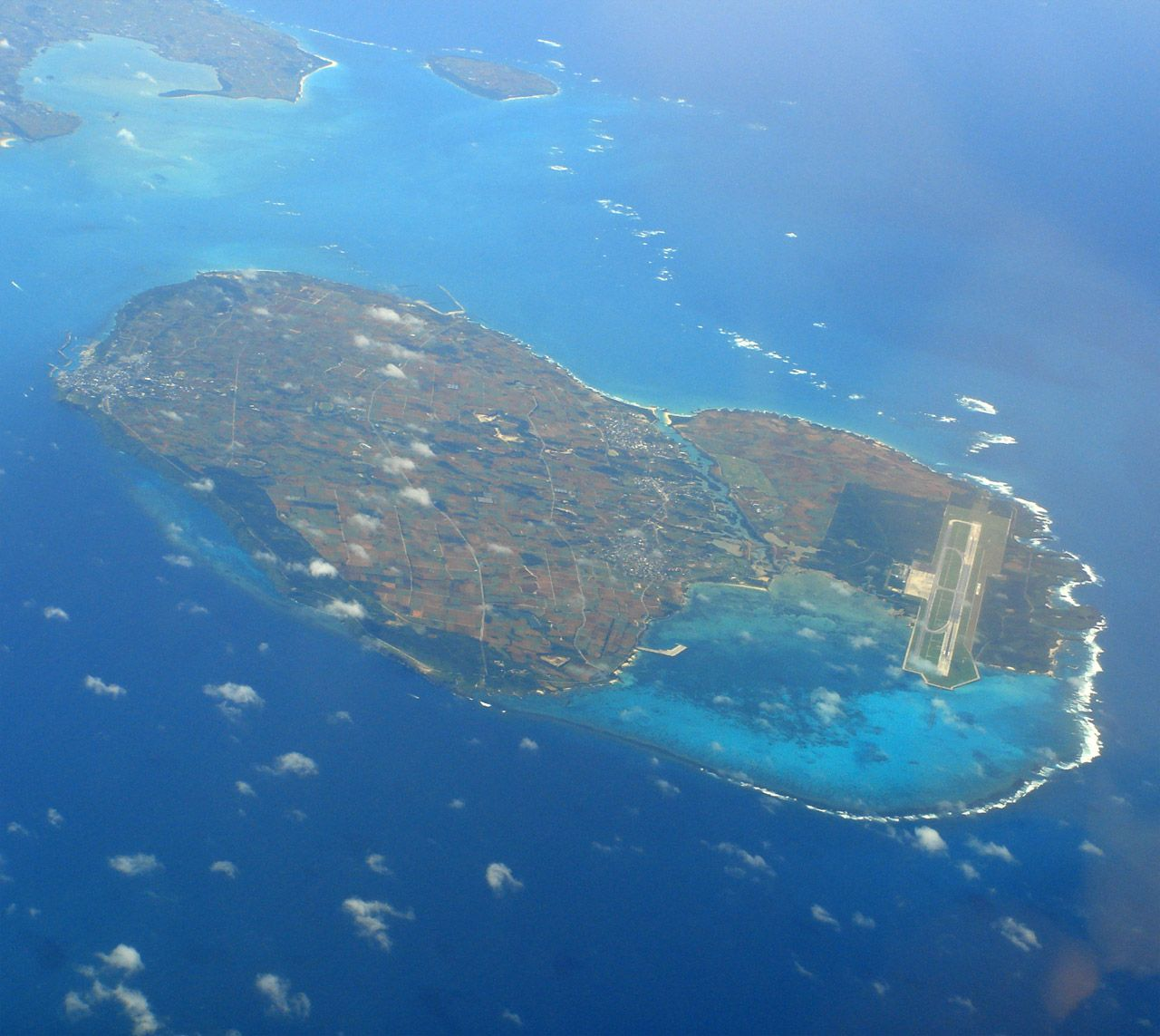
Знімок острова з літака
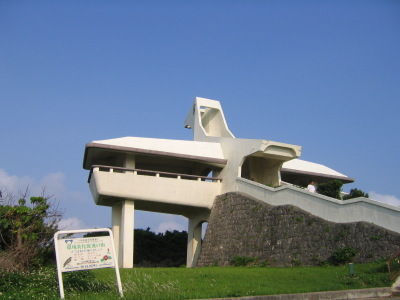
Оглядовий майданчик
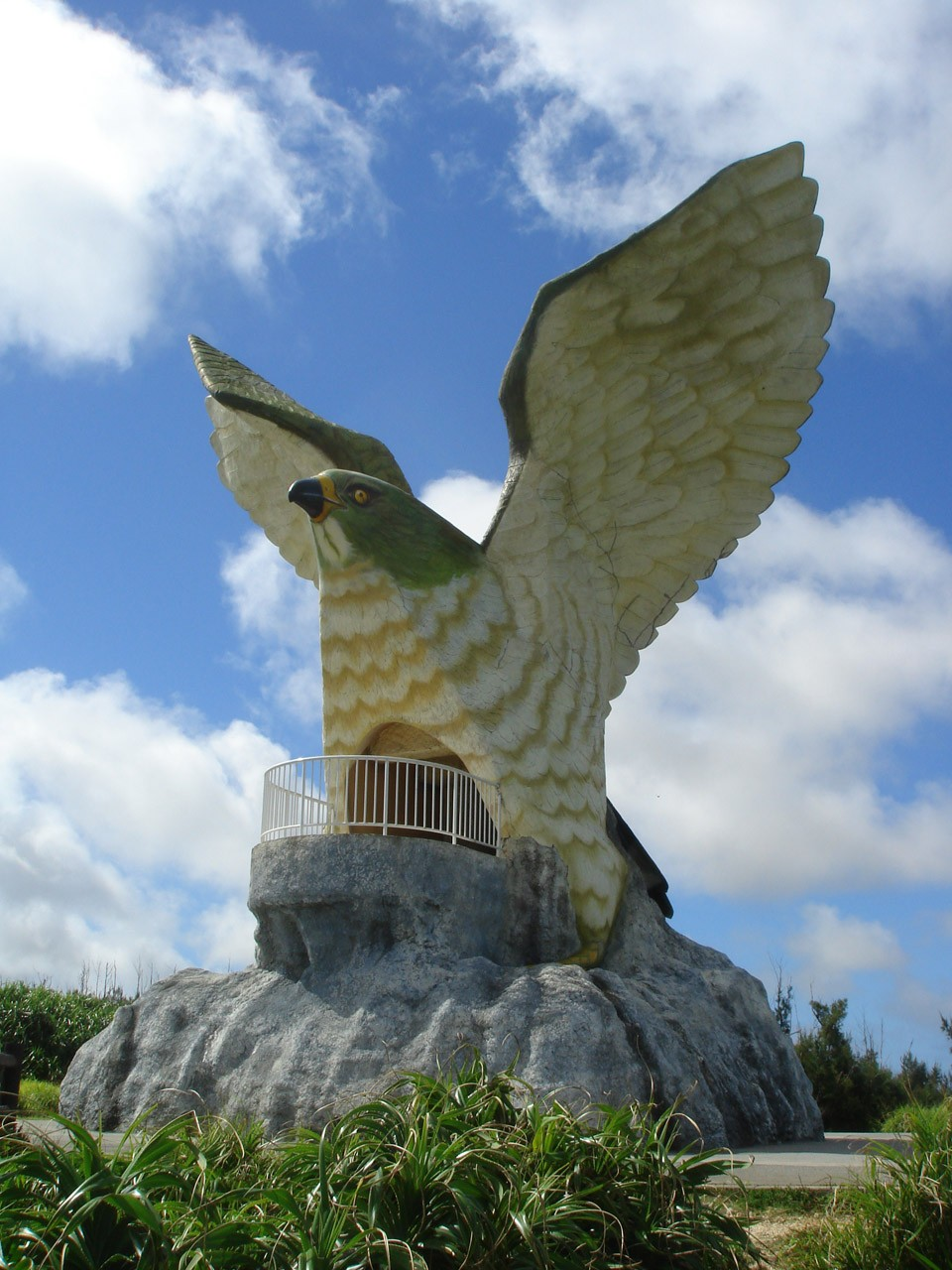
Монумент
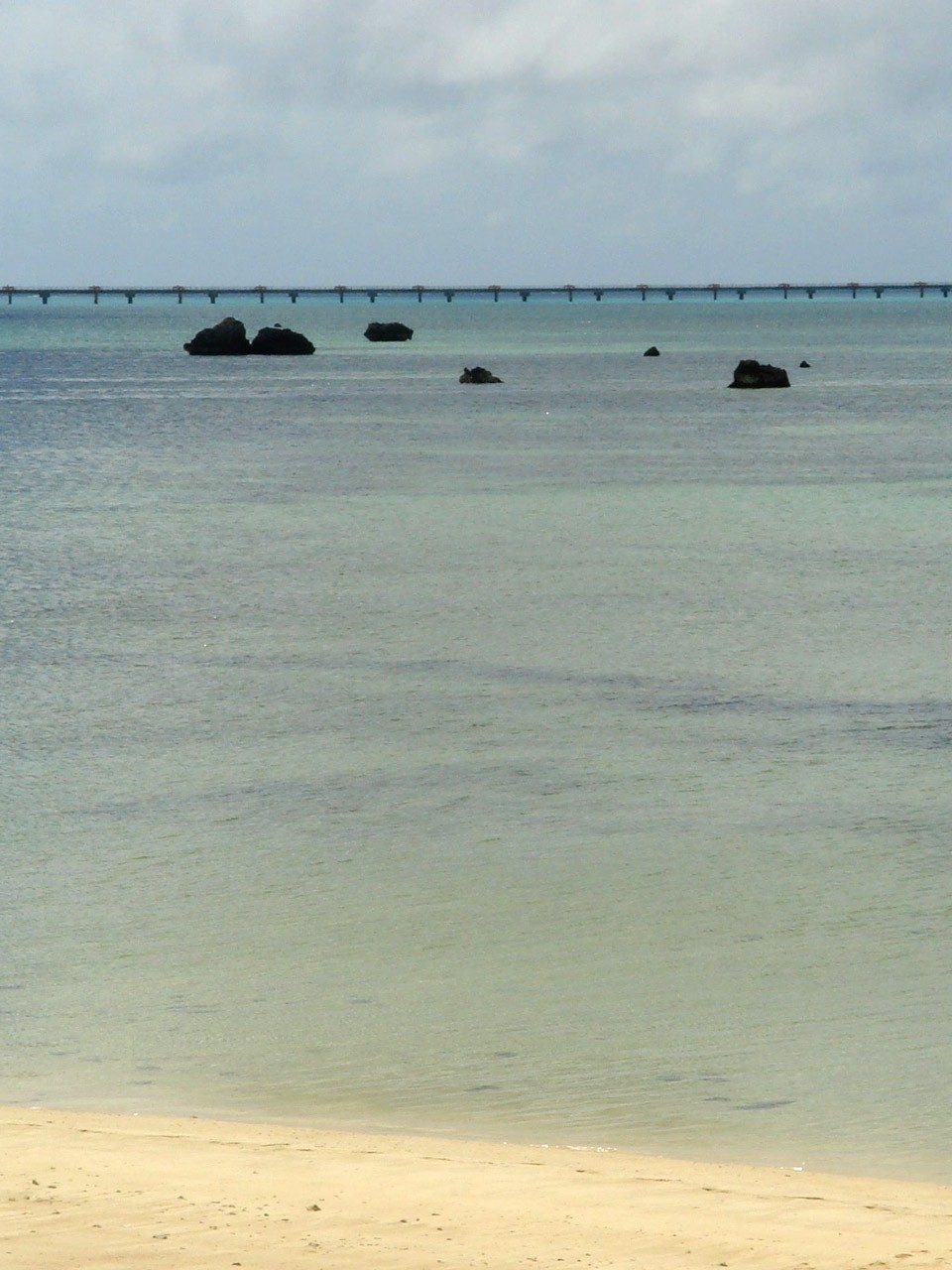
Пляж
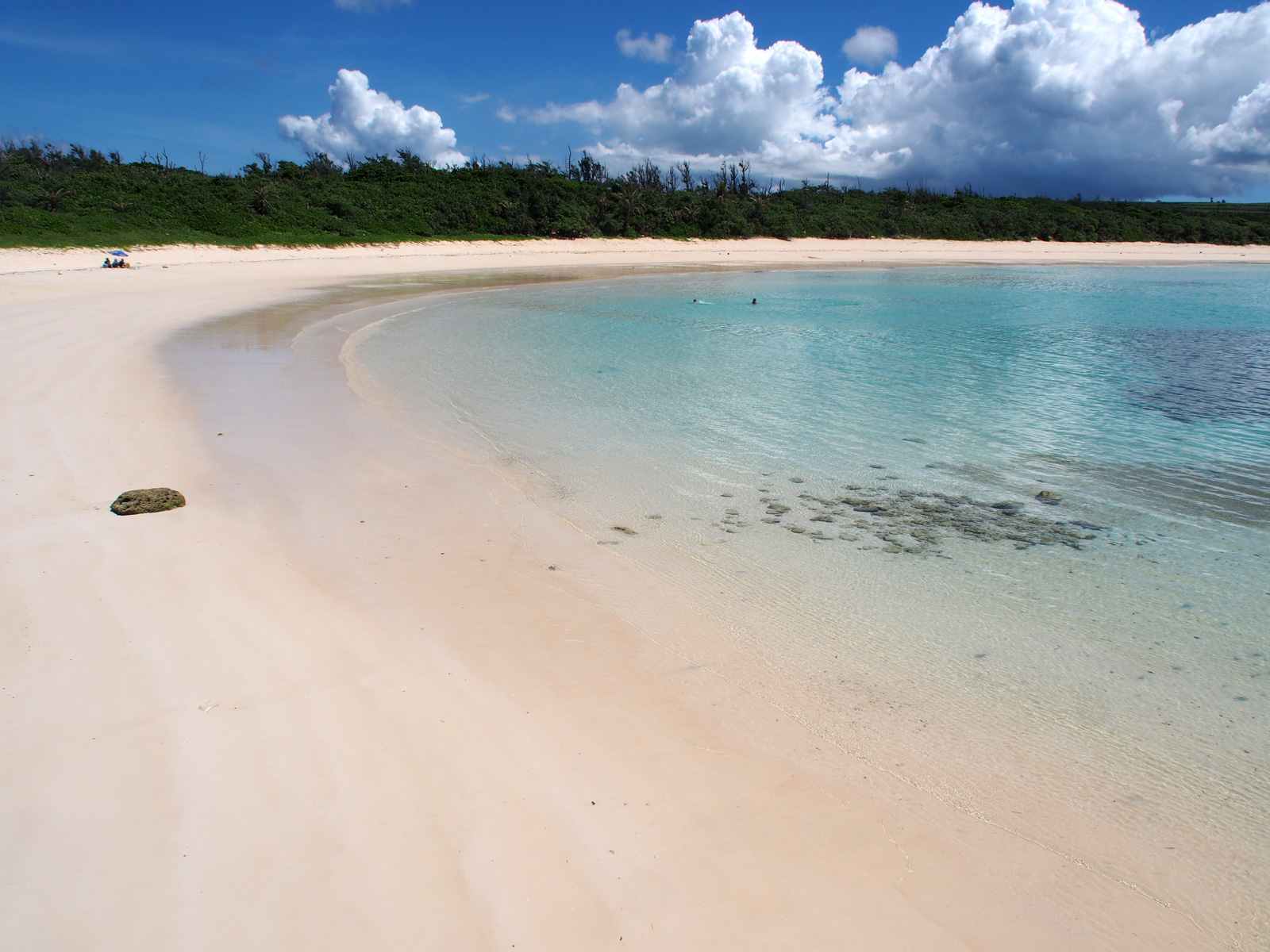
Морське узбережжя